# Eunosto (herói)
Na mitologia grega, Eunosto foi um herói de Tânagra, Beócia. Seus pais eram Elieus, filho de Cefisso, e Scias. Ele teria recebido seu nome da ninfa Eunosta que criou ele.
A estória da morte de Eunosto é relatada por Plutarco, com uma referência a um poema escrito pela poetisa Mirtis, a poesia conta a seguinte narrativa. Ochna, filha de Colono e prima de Eunosto, caiu de amores por ele, mas ele rejeitou seus avanços, e estava indo falar com os irmão de Ochna chamados Echemo, Leon e Bucolo sobre o que havia ocorrido. Enfurecida por ter sido rejeitada ela preveniu seus irmãos dizendo a eles que Eunosto a tinha violentado; os irmãos de Ochna indignados com o suposto crime, armaram uma emboscada contra Eunosto e o mataram. Elieus capturou os assassinos de seu filho. Em seguida, Ochna, com remorso, vendo o mal que a sua mentira havia causado confessou  para Elieus que suas acusações eram falsas. Colono, que julgou a questão, enviou seus filhos ao exílio.
Plutarco ainda relata que havia um santuário dedicado a Eunosto em Tanagra, e que as mulheres não tinham permissão para entrar no recinto, nem mesmo em casos de emergência, como terremotos, devido ao mal causado por Ochna a Eunosto.